# Costa do Ouro Holandesa
```
   |-
       |
Erro:
:  
valor não especificado para "
nome_comum
"
```

A  Costa do Ouro holandesa (em neerlandês Nederlandse Goudkust) foi, entre 1598 e 1872, uma colônia dos Países Baixos.
Após três tentativas, Maurício de Nassau conquista em 1637 o forte São Jorge de Elmina à Coroa portuguesa. Este forte tornar-se-ia um dos centros do tráfico de escravos da Companhia Holandesa das Índias Orientais nos próximos séculos.
O clima na costa era tão mau que a maioria dos europeus morriam vítimas de malária, febre amarela e outras endemias.
A Companhia Holandesa das Índias Orientais conquistou e construiu um grande número de fortes ao longo da Costa do Ouro.
Os holandeses vendem os seus entrepostos comerciais na Costa do Ouro, através do Tratado de Sumatra de 6 de Abril de 1872, aos britânicos por 47 mil florins.